# Amalia Ferraris

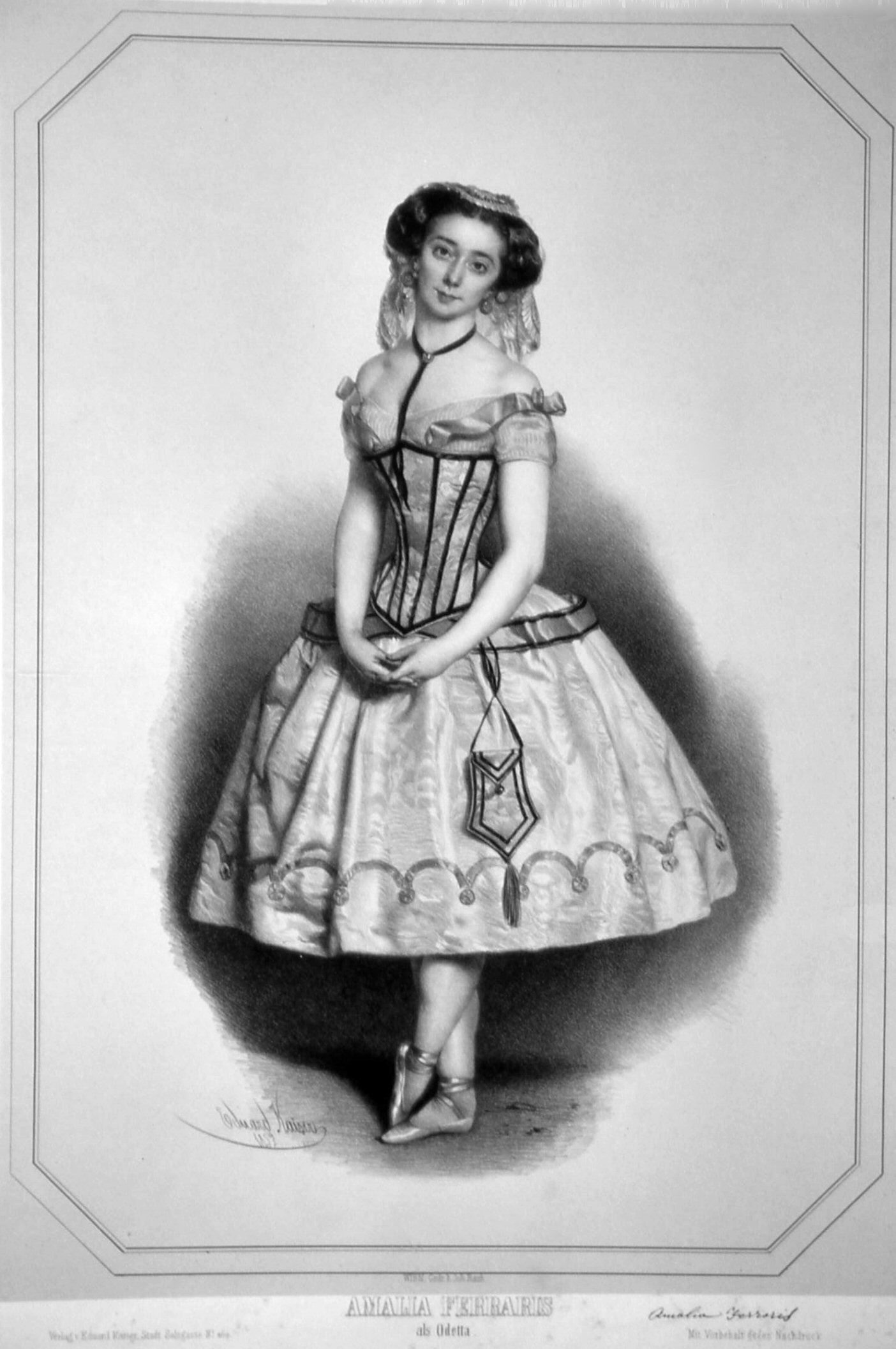
Amalia Ferraris, Lithographie von Eduard Kaiser, 1852

Amalia Ferraris (* 1832 in Voghera, Lombardei; † 8. Februar 1904 in Florenz) war eine italienische Tänzerin.

## Leben
Ferraris war eine Tochter von Luigi und Giuseppina Fontanella. Da sie schon früh ein tänzerisches Talent zeigte, wurde sie an der Turiner Tanzschule ausgebildet. Schon bald wechselte sie an die Mailänder Scala, wo sie bereits am 29. Mai 1841 unter der Leitung des damals berühmten Carlo de Blasis in einem Pas de deux aus La Sylphide zur Musik von Jean Schneitzhoeffer zu sehen, das sonst von Marie Taglioni getanzt wurde, die am selben Abend auch auf der Bühne stand. Er machte sie zum Star der sogenannten „Plejadi-Gruppe“ italienisch gruppo delle Plejadi. Dieser erste kurze Auftritt löste derartige Begeisterung aus, dass Blasis für sie sofort im Anschluss das Divertissement Venus, Cupid und Bacchus schrieb. In diesen Rollen erhielt sie nach der Aufführung 1844 sehr viel Lob. Den Durchbruch als gefeierter Star der Tanzszene brachte 1846 ein Auftritt als Nachfolgerin Fanny Cerritos in dem Ballett Zampa von G. Astolfi im Teatro Regio di Torino tanzte.
Nach einigen Jahren nahm sie ein Engagement am Teatro San Carlo in Neapel an. Hier war sie als Tanzschauspielerin in unterschiedlichen Rollen zu sehen, die zumeist für sie geschrieben wurden, wie beispielsweise Die Rosenkönigin, Fiorita oder Nadillo. Nach mehreren Engagements an verschiedenen Theatern in London (1853), Rom (1854) und Wien (1855) kam Ferraris im Frühjahr 1856 an die Pariser Oper. Dort wurden zahlreiche Ballette eigens für sie komponiert. Ferraris wurde damit eine der großen Konkurrentinnen von Carolina Rosati. Zu ihren größten Erfolgen zählte Iberia, eine Rolle, in der sie der Bildhauer Pietro Gavazzi 1854 in Rom in einer Statue darstellte. Es kam im Juni 1863 zu immer größeren Differenzen zwischen Ferraris und dem neuen Direktor des Pariser Theaters und sie verließ das Ensemble. Sie trat im Sommer desselben Jahres in London auf. Zu ihren letzten Triumphen gehörte Der Stern von Messina anlässlich ihres Gastspiels in Brüssel 1864. Es folgten noch einige kleinere Rollen, wo sie unter anderem im Teatro alla Pergola in Florenz tanzte. Sie heiratete den aus Genua stammenden Dichter und Literaten Giuseppe Torre und zog sie sich um 1869 von der Bühne zurück. Ferraris gab noch einige Jahre lang Tanzunterricht in Paris und kehrte anschließend nach Italien, wo sie gemeinsam mit ihrem Ehemann in einer Villa in Florenz lebte. Sie hinterließ ein bescheidenes Vermögen von 24000 Lire, das ausschließlich zu wohltätigen Zwecken bestimmt war. Nach anderen Angaben waren es mindestens 500000 Lire, die sie für Karitative Zwecke hinterließ. Aus dem Nachlass ihres Mannes hatte sie im Jahr 1900 der Bibliothek des Königlichen Musikinstitutes in Florenz zudem eine kostbare Büchersammlung geschenkt.